# Mocasini

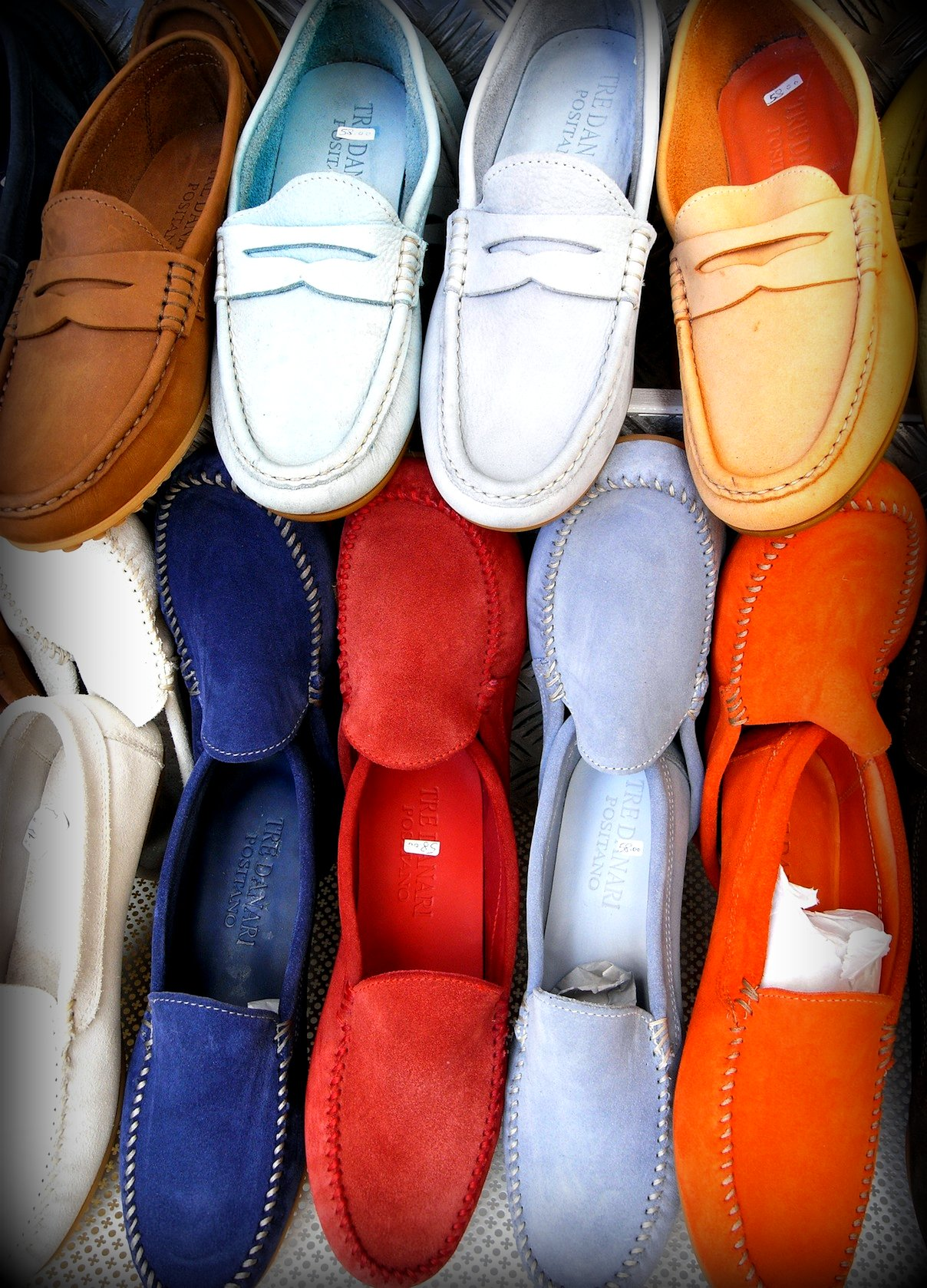

Un mocasin este un pantof fabricat din piele de cerb  sau din piele moale, alcătuit dintr-o talpă (realizată din piele care nu a fost "prelucrată") și din fețe obținute dintr-o bucată de piele, cusute împreună la vârf și, uneori, cu o vampă (panou suplimentar de piele). Talpa este moale și flexibilă, iar partea superioară este adesea decorată cu broderie sau șireturi. Deși uneori purtat în interior, este destinat în principal utilizării în exterior. 
Mocasinii protejează piciorul, permițând purtătorului să simtă pământul. The Plains Indians purtau mocasini puternici, având în vedere că geografia teritorială a lor conținea roci și cactuși. Triburile indiene din est au purtat mocasini moi, pentru că mergeau pe jos în pădurea acoperită cu frunze. Moccasinii sunt, de obicei, maro, de aceeași culoare.  

## Istoric
Din punct de vedere istoric, este vorba de încălțămintea multor oameni indigeni din America de Nord; vânătorii, comercianții și coloniștii europeni au purtat acest fel de pantofi. Din punct de vedere etimologic, termenul ,,mocasin" derivă din limbajul Algonquian Powhatan, din cuvântul ,,makasin" (înrudite cu Massachusett mohkisson / mokussin , Ojibwa makizin , Mi'kmaq mksɨn ), și din cuvântul Proto-Algonquian * maxkeseni (pantof). 
În anii 1800, mocasinii erau purtați într-un  Regalia canadian. Cel mai comun stil de mocasini era cel purtat de The Plains Indians .

## Utilizare contemporană
În Noua Zeelandă și în Australia , mocasinii din blană de oaie sunt construiți dintr-o pâslă sintetică,cu o cusătură în spate și adunați la vârful degetelor rotunjite. Acești mocasini sunt lipiți în față, iar legătura este acoperită cu o clapetă fixată cu o cataramă la partea exterioară a pantofului. 

### Mocasinii pentru șoferi
Un mocasin de conducere  este o versiune contemporană a mocasinului tradițional american nativ, cu adăugarea de clape de cauciuc pe talpă. Adăugarea tălpii de cauciuc oferă versatilitate și longevitate încălțămintei, menținând în același timp flexibilitatea și confortul unui mocasin tradițional. Acestea au fost inventate pentru bărbații care doreau aderență suplimentară în timpul conducerii. 
Există două variații ale tălpii:

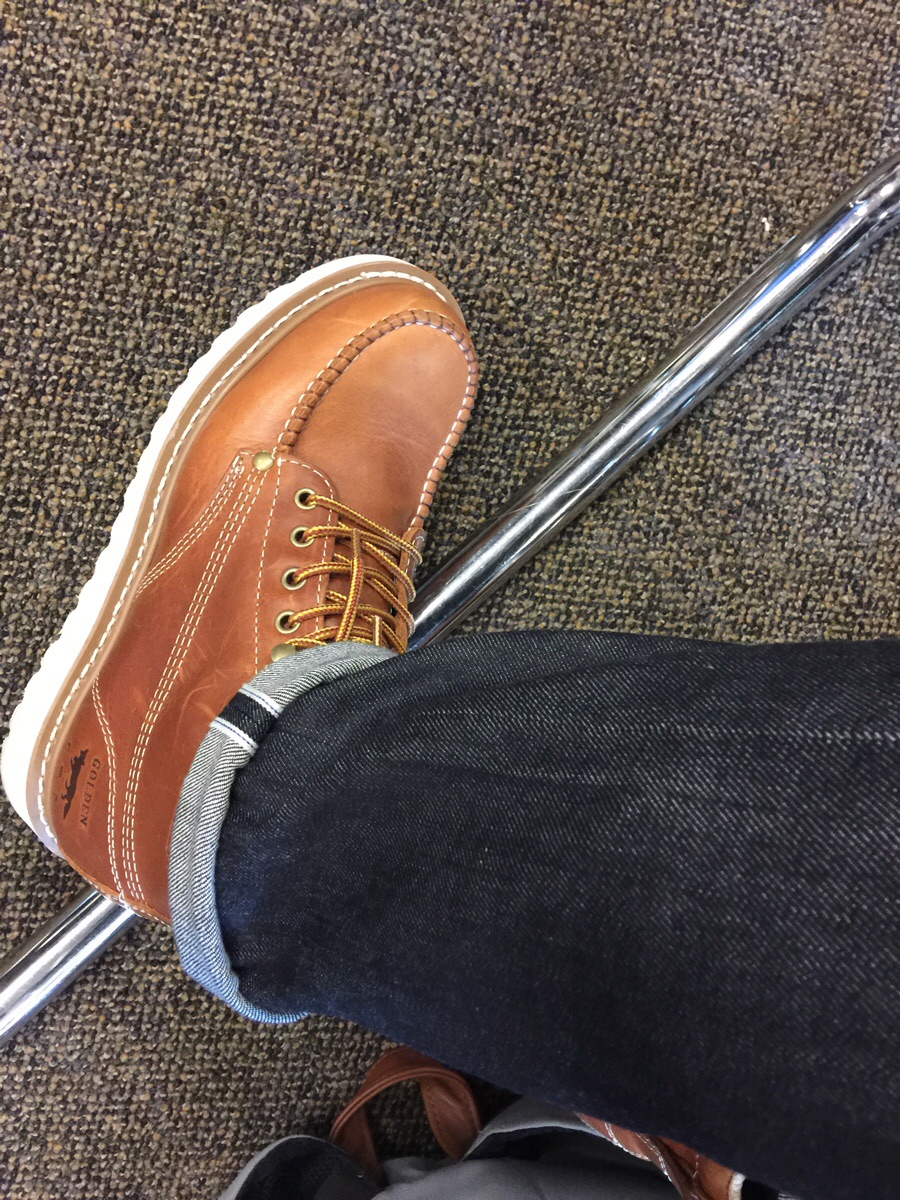

- Cauciuc-punctat - Acestea au o acoperire uniformă de tampoane mici, rotunde de cauciuc.
- Pad separat - Acestea au plăcuțe de cauciuc plate mai mari, separate de zone mici

### Mocasinii purtați la muncă
Mocasinii purtați la muncă, denumit în mod obișnuit ca "Moc Toe", sunt în mod obișnuit combinați cu tălpi compuse din cauciuc dur. Stilul acestor mocasini este un stil care reflectă mocasinul american nativ. În mod normal, prin sudarea cusăturii a două bucăți de piele sau țesături, modelul creează un design în formă de U în jurul cutiei de la picior.